# Deutschbaltisches biographisches Lexikon 1710–1960
Das Deutschbaltische biographische Lexikon 1710–1960 ist ein biografisches Nachschlagewerk über Deutsch-Balten. Es wurde 1957 von Olaf Welding im Auftrag der Baltischen Historischen Kommission begonnen. Weitere Hauptmitarbeiter und Hauptautoren waren unter anderen Wilhelm Lenz, Erik Amburger, Georg von Krusenstjern und Gert Kroeger. Das Werk umfasst mehr als 3600 Kurzbiographien. 1970 erschien es im Böhlau-Verlag, Köln/Wien. 1998 erschien ein unveränderter Nachdruck im Verlag Harro von Hirschheydt.
Das Deutschbaltische biographische Lexikon 1710–1960 gehört zur „Liste der fachlichen Nachschlagewerke für die Gemeinsame Normdatei“ mit der Zitierform „Dt.-balt. biogr. Lex.“
Es bildet die Grundlage für das Projekt BBLD – Baltisches biografisches Lexikon digital, das von der Baltischen Historischen Kommission herausgegeben wird und 2012 online ging.

## Bibliographische Angaben
- Deutschbaltisches biographisches Lexikon 1710–1960. Im Auftrag der Baltischen Historischen Kommission begonnen von Olaf Welding und unter Mitarbeit von Erik Amburger und Georg von Krusenstjern herausgegeben von Wilhelm Lenz. Böhlau, Köln/Wien 1970, ISBN 3-412-42670-9; Nachdruck: Verlag Harro von Hirschheydt, Wedemark 1998, ISBN 3-7777-0017-7.